# Алатас (остров)
Алата́с (греч. Αλατάς от άλατα — соли) — необитаемый остров в Греции, в юго-восточной части залива Пагаситикос Эгейского моря, севернее полуострова Трикерион полуострова Магнисия, напротив деревни Милина. Закрывает с запада бухту Валтуди. Наивысшая точка высотой 49 м над уровнем моря. Площадь 0,566 км². Административно относится к сообществу Трикерион в общине Нотио-Пилио в периферийной единице Магнисия в периферии Фессалия.
На острове находится монастырь Айи-Тесараконда (Μονή Άγιοι Τεσσαράκοντα, Сорока святых), в котором в 2001 году проживало 5 монахов.
Западнее расположен островок Гларониси.

## Население
| Год  | Население, человек |
| ---- | ------------------ |
| 1991 | 0                  |
| 2001 | 5                  |
| 2011 | ↘ 0                |